# Єгипетський храм Сонця

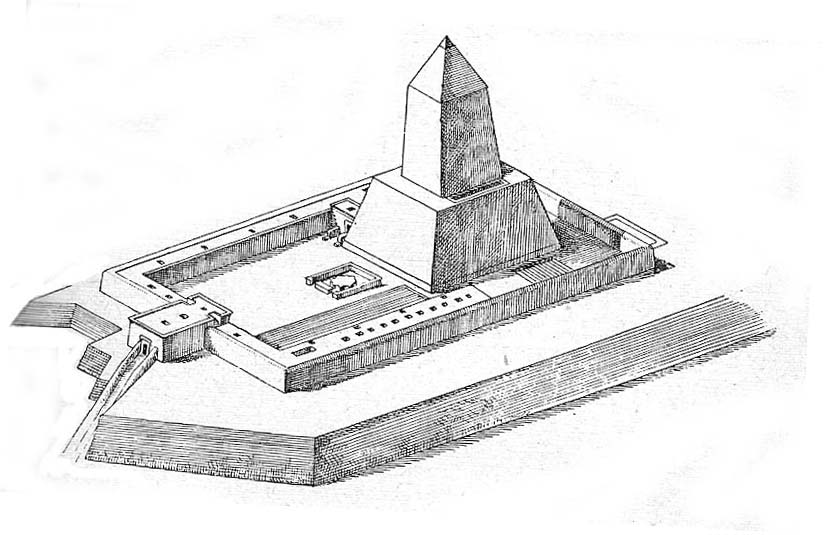
Храм сонця в Абусірі

Єгипетські храми Сонця були стародавніми єгипетськими храмами бога сонця Ра. Цей термін здебільшого позначає храми, побудовані шістьма чи сімома фараонами П'ятої династії протягом періоду Старого царства.
Однак храми сонця знову з'являться через тисячу років за Ехнатона в Новому царстві, коли він побудував Карнакський храм у Фівах .